# Гёйчай
Гёйчай (азерб. Göyçay, до 11 августа 1991 года — Геокчай) — город и административный центр Гёйчайского района Азербайджана. Расположен на правом берегу реки Гёйчай, в 18 км к северо-востоку от железнодорожной станции Уджары.

## Происхождение названия
Название «Гёйчай» или «Геокчай» в переводе с азербайджанского языка означает «синяя река», от тюркских слов «гёй» (Göy) — «синяя, синий», и «чай» (çay) — «река, ручей».

## География
Гёйчай расположен в Ширванской степи, на 219 км автотрассы Баку — Газах, на пересечении 4 автомобильных дорог. На севере расположены горы Ахал-Махал, а на востоке омывается рекой Гёйчай. Является десятым по величине городом в Республике Азербайджан.
Основные махалля (районы) Гёйчая: Туркманлар (Türkmanlar), Гурдлар (Qurdlar), Ереванлылар (İrəvanlılar), Сальянстрой (Salyanstroy), Джухудлар (Cuhudlar), Элбетлиляр (Əlbətlilər), Дейирманын башы (Dəyirmanın başı), Гастрономун тини (Qastronomun tini).

## История

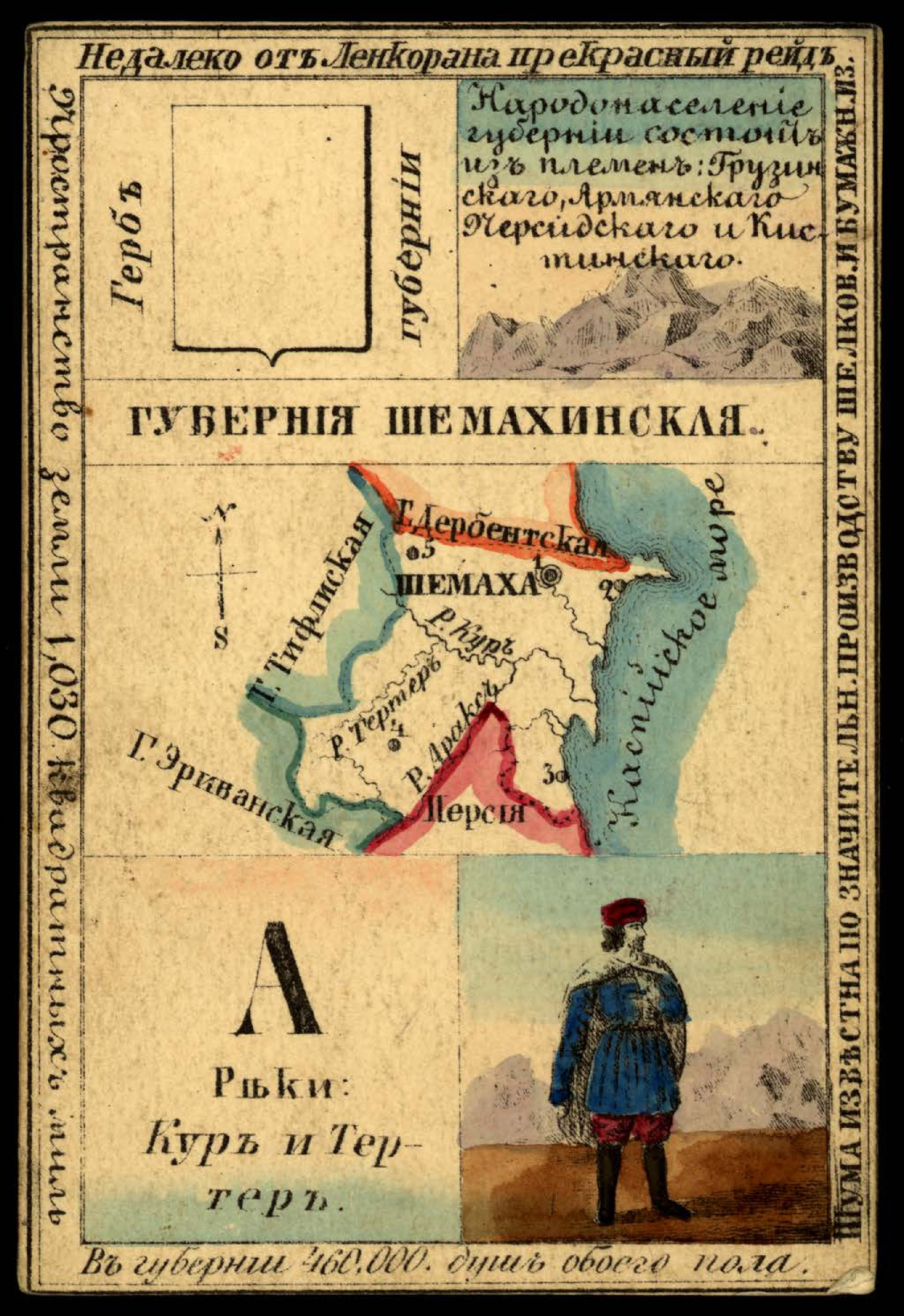
Карточка Шемахинской губернии из набора географических карточек Российской Империи, 1856 год

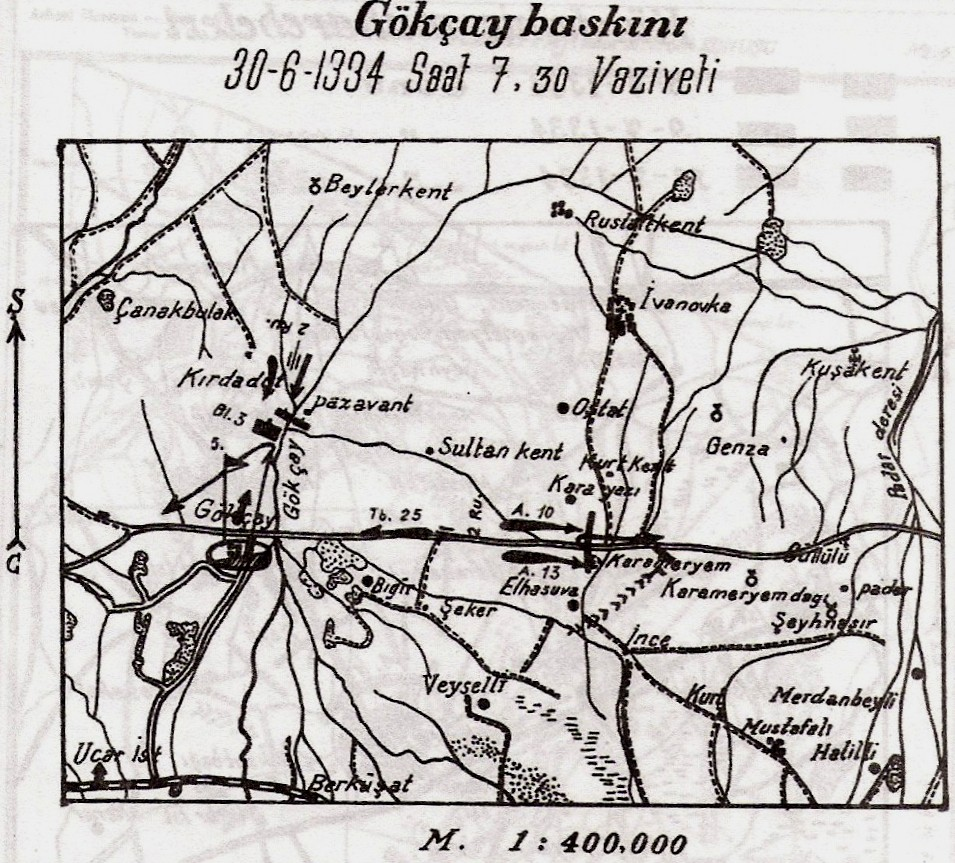
Географическая карта Геокчая с изображением близлежащих селений

По историческим сведениям, первыми жителями города в XV веке стали турки-караманлу.
Поселение входило в состав государства персидской династии Сефевидов. В XVIII веке Геокчай стал частью независимого Ширванского (Шемахинского) ханства.
В начале XIX века Геокчай вошёл в состав Российской империи и находился в Ширванской провинции, которую впоследствии преобразовали Шемахинскую губернию.
В XVIII—XIX веках сюда эвакуировали пострадавших от землетрясения в Шемахе, в связи с чем жилая территория города расширялась. Первыми жителями города были шамахинцы. Впоследствии Гейчай стал центром одноименного уезда, куда входили 7 современных районов Азербайджана (Геокчай, Уджар, Зердаб, Агдаш, Ахсу, Кюрдамир, Исмаиллы).
В 1860-х годах, когда из-за частых землетрясений губернское правление и учреждения были перенесены из Шемахи в Баку, и народ стал переселяться ближе к новому губернскому центру, в окрестностях почтовой станции Геокчай, находившейся в 80 верстах от Шемахи, осели те, кто не имел возможность уехать дальше. Выбор этого места переселенцами был обусловлен наличием на станции участкового заседателя, что давало надежду на безопасное существование. Также в двух верстах от станции имелся еженедельный базар, что давало возможность заниматься торговлей. Выбор места оказался удачным и уже в 1866 г. базар был перенесен на станцию, а местность вокруг была разбита на казенные участки, которые давались в аренду на 99 лет под строительство домов, торговых лавок и разведение садов. Население почтовой станции Геокчай быстро росло и уже в 1870-х годах поселение было выбрано центром выделенного из Шемахинского уезда новообразованного Геокчайского уезда. В поселении появились правительственные уездные учреждения — уездное управление, почта, телеграф, казначейство, училище, караульная служба на 40 солдат и др. После этого станцию стали называть местечко Геокчай, а позже оно приобрело статус уезда. В результате административных преобразований в Кавказской губернии в 1867 году в составе Бакинской губернии был выделен Гёйчайский уезд, центром которого стал Гёйчай. Гёйчай получил статус города в 1916 году.
В июе-августе 1918 года произошло Сражение под Геокчаем между силами Кавказской исламской армией во главе с Нури-пашей и коалицией советской 11-й армии и армянских дашнакских сил.
В 1920 году после советизации Азербайджана (Бакинской операции) город вошёл в состав новообразованной Азербайджанской ССР. В 1929 году Гёйчайский уезд упразднили, и Геокчай стал районным центром.
До 1970-х годов в Геокчае проживала небольшая община Горских евреев. Действовала синагога, которая сгорела во время пожара, но так и не была восстановлена. Со временем многие евреи стали переезжать в столицу Азербайджана. До иммиграции 1990-х гг. здесь можно было насчитать тридцать горско-еврейских семей.

## Экономика

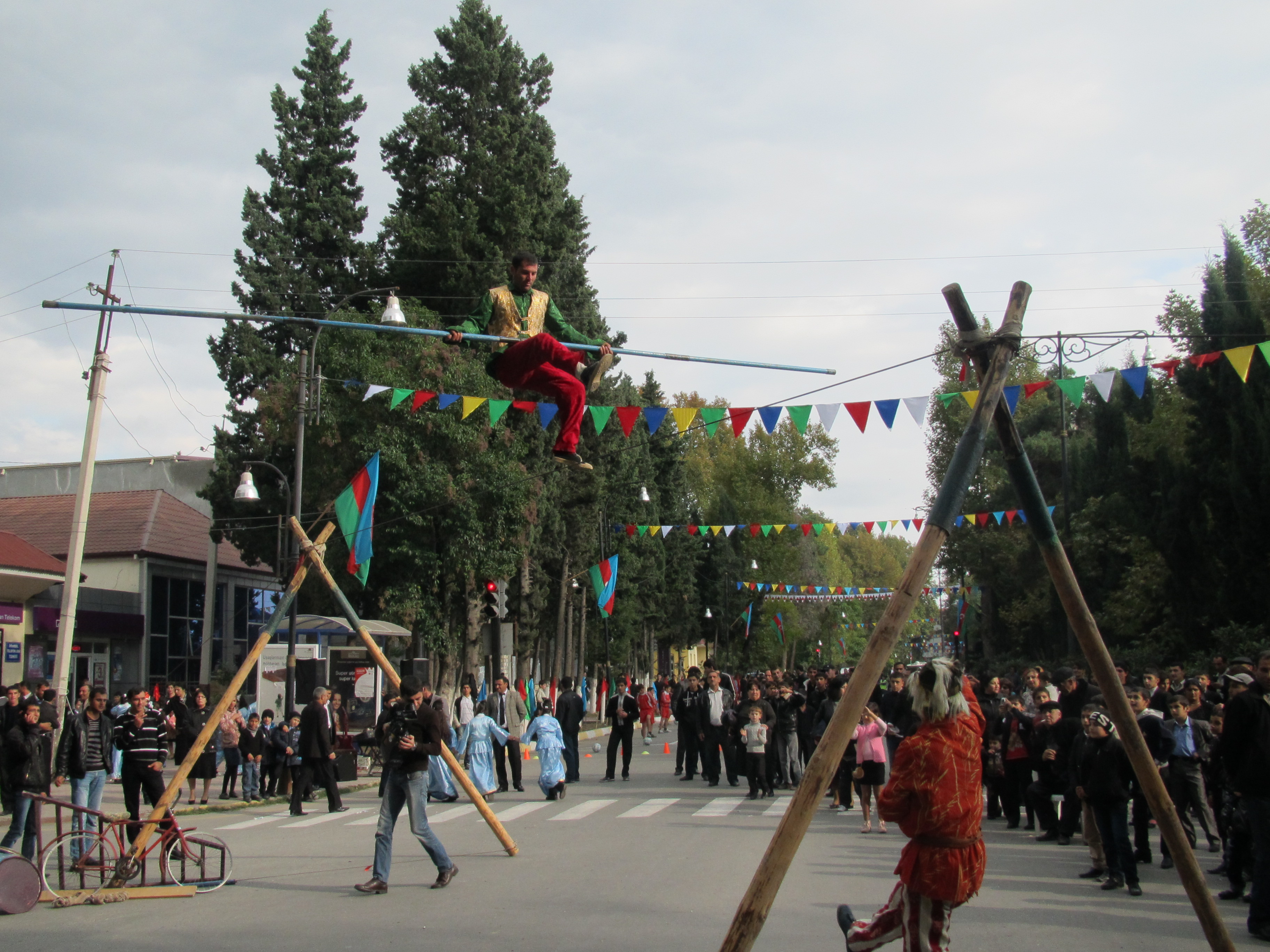
Канатоходец в Гёйчае в дни праздника граната

Население Геокчая занималось земледелием, торговлей, ремёслами, разведением скота. Город рос в том числе и за счёт переселенцев из разрушенных землетрясениями регионов ханства.
В городе расположены коньячный, маслосыродельный, консервный, авторемонтный, кирпичный, асфальтобетонный заводы и завод стройматериалов, а также швейная фабрика.
Помимо этого, в городе функционирует завод AzNar (Grante) по изготовлению сока, который выпускает гранатовый, сливовый, айвовый соки, а также завод по производству молочных изделий.
В городе существует птицеводческая ферма по птицеводству бройлеров «ЧИЛЛИ».

## «AZNAR»
В 1960-х годах на базе межрайонной заготконторы Геокчайского района Азербайджанской ССР был создан завод по выработке консервированного сока из фруктов.
В 1969 году именно завод в Геокчае первым в Советском Союзе предложил использовать в качестве основы соки из граната и айвы.
Его основателем и первым директором стал Тимур Фарадж оглы Ахмедов, который заложил основы выработки фруктовых соков в Азербайджане.
Благодаря усилиям Тимура Ахмедова были созданы новые специализированные гранатовые совхозы, расширены старые и заложены новые плантации лучших селекционных сортов гранатов, что послужило импульсом расширению культивирования гранатов не только в Ширване, но и в соседних регионах.
К 1984 году продукция завода уже поставлялась во все республики Советского Союза
Распад СССР и последующий общий спад производства коснулся и Геокчайского завода. Но в начале 2006 года сын Тимура Ахмедова, политик и предприниматель Фархад продолжил традицию семьи, выкупив AZNAR. Он принял решение не только восстановить завод, но и высадить новые гранатовые сады на месте заброшенных и вырубленных плантаций.
Под его руководством была разработана инвестиционная программа по возрождению отрасли, подразумевающая коренную реконструкцию предприятия на базе самых современных технологий и восстановление легендарных гранатовых плантаций.
Плантации состоят из 2 000 га деревьев и ежегодно дают 2 000 тонн несравненных по вкусовым качествам гранатов.

## «Праздник граната»
Гранат является символом Азербайджана, поэтому каждую осень здесь, а особенно в Гёйчайском районе, проводится праздник-фестиваль Праздник Граната (Nar bayramı). Праздник впервые состоялся 3 ноября 2006 года. Ряд послов иностранных государств, а также бизнесменов, проживающих за рубежом, приняли в нем участие

Наиболее популярные азербайджанские сорта граната — Гюлейша, Кырмызы-кабух (Qırmızı qabıq — красная корка), Назик-кабух (Nazik qabıq — тонкая корка), Велес, Ширин (Şirin — сладкий), Шихбаба. Наряду с дегустацией, во время праздника выступают молодые спортсмены, проводятся концерты, игры и викторины. Одна из самых интересных игр — извлечение гранатового сока руками на время.

## Климат
| Показатель                    | Янв. | Фев. | Март | Апр. | Май  | Июнь | Июль | Авг. | Сен. | Окт. | Нояб. | Дек. | Год  |
| ----------------------------- | ---- | ---- | ---- | ---- | ---- | ---- | ---- | ---- | ---- | ---- | ----- | ---- | ---- |
| Средний суточный максимум, °C | 7,0  | 8,3  | 13,1 | 20,7 | 25,5 | 30,2 | 33,2 | 32,0 | 27,9 | 21,1 | 14,1  | 9,1  | 20,1 |
| Средняя температура, °C       | 2,4  | 3,9  | 7,4  | 14,3 | 19,0 | 23,7 | 26,7 | 25,6 | 21,7 | 15,1 | 9,7   | 4,6  | 14,5 |
| Средний суточный минимум, °C  | −0,9 | 0,2  | 3,6  | 8,9  | 13,4 | 17,6 | 20,3 | 19,4 | 15,9 | 10,3 | 5,6   | 1,1  | 9,6  |
| Норма осадков, мм             | 29   | 34   | 41   | 44   | 66   | 36   | 20   | 30   | 28   | 56   | 37    | 28   | 449  |
| Источник: World Climate       |      |      |      |      |      |      |      |      |      |      |       |      |      |

## Население
В конце XIX века две трети населения города составляли азербайджанцы, более десятой части — армяне. Также проживали русские, аварцы и лезгины). По первой всеобщей переписи населения Российской империи 1897 года в Геокчае (совр. Гёйчае) проживало 2201 человек, из которых азербайджанцы — 1 507 (68,5 %), армяне — 296 (13,4 %), аварцы — 190 (8,6 %), русские — 129 (5,9 %), лезгины — 24 (1 %), грузины — 15 (0,7 %), украинцы — 9 (0,4 %), персы — 7 (0,3 %), кази-кумуки (лакцы) — 6 (0,3 %), поляки — 6 (0,3 %), немцы — 5 (0,2 %), таты — 2 (0,09 %), евреи — 1 (0,05 %) чел..
В 1916 году Гёйчай получил статус города. По переписи 1926 года в нём проживал 4281 человек, по переписи 1959 года — 16485 человек.
По переписи 1979 года в Гёйчае насчитывалось 29206 человек, а по переписи 1989 года — население достигло 30934 человека.
| Год  | Численность (чел) |
| ---- | ----------------- |
| 1897 | 2 201             |
| 1909 | 6 382             |
| 1921 | 3 458             |
| 1923 | 3 402             |
| 1926 | 4 281             |
| 1959 | 16 485            |
| 1979 | 29 206            |
| 1989 | 30 934            |

## Достопримечательности

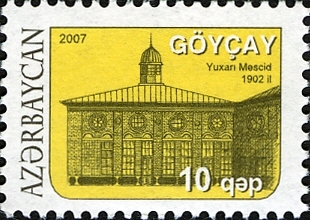
Марка Азербайджанской Республики с достопримечательностью Геокчая (2007 год)

- Мечеть Абульфаз лил Аббас — построена в XIX веке, является памятником истории.
- Подземная баня — построена в XVIII веке
- Крепость Сурхай — построена во время Арабского халифата (XII—XIV веке)
- В городе имеется небольшой исторический музей.

## Известные уроженцы
- Садых-бек Агабеков (1865—1944) — основатель и реформатор азербайджанской полиции, товарищ (заместитель) министра внутренних дел Азербайджанской Демократической Республики, генерал-майор, учёный-востоковед.
- Расу́л Рза (1910—1981) — азербайджанский советский поэт, народный поэт Азербайджанской ССР (1960);
- Мамедханлы, Энвер Гафар оглы (1913—1990) — писатель, Народный писатель Азербайджана (1987).
- Юрий Петрович Ковалёв (1965—1991) — Национальный Герой Азербайджана;
- Мирза Хазар (Менахем Михаэли, 1947—2020) — видный радиожурналист, публицист.
- Тельман Марданович Исмаилов (род. 1956) — российский и азербайджанский предприниматель, финансист и меценат, ресторатор. Бывший владелец Черкизовского рынка (1990—2009) и отеля Mardan Palace (2009—2015), руководитель группы компаний АСТ.